# Альберто Суппічі
Альберто Орасіо Суппічі (ісп. Alberto Horacio Suppici; нар. 20 листопада 1898, Колонія-дель-Сакраменто — пом. 21 червня 1981, Монтевідео) — уругвайський футболіст, що грав на позиції півзахисника. По завершенні ігрової кар'єри — футбольний тренер, привів збірну Уругваю до перемоги на першому чемпіонаті світу 1930 року.

## Ігрова кар'єра
Футболом займався з юнацького віку, коли став грати за дитячі і молодіжні команди «Насьйональ», за основу якого грав в 1915—1923 роках. 

## Кар'єра тренера
У 18 років заснував у рідному місті клуб «Пласа Колонія». Потім працював викладачем фізичної культури.
У 1922—1923 роках у період розколу уругвайського футболу Суппічі очолював збірну Уругваю, яка представляла Федерацію футболу Уругваю (ФУФ). Під його керівництвом збірна ФУФ зіграла 5 ігор з Аргентиною і одну із Чилі, з яких 3 матчі виграла, 2 рази зіграла внічию і лише в одному поступилася. Потім працював з юнаками в «Пеньяролі».
З 1928 року тренував збірну Уругваю. Офіційно його посада в збірній на ЧС-1930 називалася «технічний директор». На тому турнірі в його тренерський штаб також входили Педро Аріспе, Ернесто Фіголі, Луїс Греко і Педро Олів'єрі.
Суппічі відомий своїм вольовим рішенням відрахувати в останній момент з команди суперзірку уругвайського футболу воротаря Андреса Масалі, олімпійського чемпіона 1928 року, через порушення спортивного режиму. Однак, це рішення не вплинуло на підсумковий результат і Уругвай все одно виграв домашній чемпіонат світу.
У 1935 році Суппічі три місяці керував клубом «Сентраль» (нині — «Сентраль Еспаньйол»), проте потім знову повністю зосередився на збірній Уругваю, якою керував до 1941 року, що є одним з найкращих показників по тривалості перебування на посаді головного тренера цієї команди. Також Альберто працював з командою на трьох Чемпіонатах Південної Америки — 1929 року (3 місце), 1937 року (3 місце) та 1939 року (2 місце)
У 1945 році керував «Пеньяролем» і привів команду до титулу чемпіона Уругваю.
Альберто Суппічі помер у Монтевідео 21 червня 1981 року у віці 82 років. На честь нього названий стадіон клубу «Пласа Колонія» його рідного міста Колонія-дель-Сакраменто.

## Титули і досягнення

### Як гравця
- Чемпіон Уругваю (7): 1915, 1916, 1917, 1919, 1920, 1922, 1923 (АУФ)

### Як тренера
- Чемпіон Уругваю (1): 1945
- Чемпіон світу (1): 1930
- Срібний призер Чемпіонату Південної Америки (1): 1939
- Бронзовий призер Чемпіонату Південної Америки (2): 1929, 1937